# 2000-летие Рождества Христова (серия монет)
2000-летие Рождества Христова (укр. 2000-ліття Різдва Христового) — серия юбилейных и памятных монет, выпускавшаяся Национальным банком Украины в 1999—2000 годах. Серия состоит из шести монет: трёх монет «Рождество Христово» и трёх монет «Крещение Руси».
На сайте Национального банка все монеты серии указаны в разделе «Памятные монеты Украины» (укр. Пам'ятні монети України), но в письмах Нацбанка о выпуске монет монеты «Рождество Христово» названы юбилейными, а монеты «Крещение Руси» — памятными.

## Монеты
| Аверс | Реверс | Описание | Примечание |
| ----- | ------ | --- | --- |
|       |        | На аверсе: между двумя фигурами ангелов — изображение малого государственного герба Украины и надписи: «УКРАЇНА», «5», «ГРИВЕНЬ», «1999». На реверсе: в обрамлении символичных геометрических фигур воспроизведена библейская легенда о рождении Иисуса Христа — в сиянии вифлеемской звезды изображена Богоматерь с младенцем в окружении домашних животных и волхвов с дарами.                                                                        | - Название монеты: Рождество Христово - Номинал: 5 гривен - Металл: нейзильбер - Масса: 16,54 г - Диаметр: 35 мм - Качество: обычное - Гурт: рифлёный - Тираж: 100 000 - Художник: Роман Чайковский - Скульптор: Роман Чайковский - Дата выпуска в обращение: 29 декабря 1999 - Отпускная цена НБУ: 5 гривен                  |
|       |        | На аверсе: между двумя фигурами ангелов — изображение малого государственного герба Украины и надписи: «УКРАЇНА», «10», «ГРИВЕНЬ», «1999», обозначение металла и его проба — Ag 925, вес чистого серебра — 31,1. На реверсе: в обрамлении символичных геометрических фигур воспроизведена библейская легенда о рождении Иисуса Христа — в сиянии вифлеемской звезды изображена Богоматерь с младенцем в окружении домашних животных и волхвов с дарами. | - Название монеты: Рождество Христово - Номинал: 10 гривен - Металл: серебро 925 - Масса чистого серебра: 31,1 г - Диаметр: 38,6 мм - Качество: пруф - Гурт: рифлёный - Тираж: 10 000 - Художник: Роман Чайковский - Скульптор: Роман Чайковский - Дата выпуска в обращение: 29 декабря 1999 - Отпускная цена НБУ: 618 гривен |
|       |        | На аверсе: между двумя фигурами ангелов — изображение малого государственного герба Украины и надписи: «УКРАЇНА», «50», «ГРИВЕНЬ», «1999», обозначение металла и его проба — Au 900, вес чистого золота — 15,55. На реверсе: в обрамлении символичных геометрических фигур воспроизведена библейская легенда о рождении Иисуса Христа — в сиянии вифлеемской звезды изображена Богоматерь с младенцем в окружении домашних животных и волхвов с дарами. | - Название монеты: Рождество Христово - Номинал: 50 гривен - Металл: золото 900 - Масса чистого золота: 15,55 г - Диаметр: 25 мм - Качество: пруф - Гурт: гладкий - Тираж: 3 000 - Художник: Роман Чайковский - Скульптор: Роман Чайковский - Дата выпуска в обращение: 29 декабря 1999 - Отпускная цена НБУ: 12 459 гривен   |
|       |        | На аверсе: между двумя фигурами ангелов — изображение малого государственного герба Украины и надписи: «УКРАЇНА», «5», «ГРИВЕНЬ», «2000», логотип Монетного двора НБУ. На реверсе: крестоподобная композиция, состоящая из изображения князя Владимира на фоне сцены крещения киевлян, надпись «ХРЕЩЕННЯ РУСІ». | - Название монеты: Крещение Руси - Номинал: 5 гривен - Металл: нейзильбер - Масса: 16,54 г - Диаметр: 35 мм - Качество: обычное - Гурт: рифлёный - Тираж: 100 000 - Художник: Роман Чайковский - Скульптор: Роман Чайковский - Дата выпуска в обращение: 16 октября 2000 - Отпускная цена НБУ: 5 гривен                       |
|       |        | На аверсе: между двумя фигурами ангелов — изображение малого государственного герба Украины и надписи: «УКРАЇНА», «10», «ГРИВЕНЬ», «2000», логотип Монетного двора НБУ, обозначение металла и его проба — Ag 925, вес чистого серебра — 31,1. На реверсе: крестоподобная композиция, состоящая из изображения князя Владимира на фоне сцены крещения киевлян, надпись «ХРЕЩЕННЯ РУСІ».                                                                  | - Название монеты: Крещение Руси - Номинал: 10 гривен - Металл: серебро 925 - Масса чистого серебра: 31,1 г - Диаметр: 38,6 мм - Качество: пруф - Гурт: рифлёный - Тираж: 10 000 - Художник: Роман Чайковский - Скульптор: Роман Чайковский - Дата выпуска в обращение: 16 октября 2000 - Отпускная цена НБУ: 618 гривен      |
|       |        | На аверсе: между двумя фигурами ангелов — изображение малого государственного герба Украины и надписи: «УКРАЇНА», «50», «ГРИВЕНЬ», «2000», логотип Монетного двора НБУ, обозначение металла и его проба — Au 900, вес чистого золота — 15,55. На реверсе: крестоподобная композиция, состоящая из изображения князя Владимира на фоне сцены крещения киевлян, надпись «ХРЕЩЕННЯ РУСІ».                                                                  | - Название монеты: Крещение Руси - Номинал: 50 гривен - Металл: золото 900 - Масса чистого золота: 15,55 г - Диаметр: 25 мм - Качество: пруф - Гурт: гладкий - Тираж: 3 000 - Художник: Роман Чайковский - Скульптор: Роман Чайковский - Дата выпуска в обращение: 29 декабря 1999 - Отпускная цена НБУ: 12 459 гривен        |

## Стоимость монет
Стоимость реализации в магазинах и на интернет-аукционах, как правило, значительно отличаются от отпускной цены НБУ.
| Монета / цена (грн.) | 2010   | 2011   | 2012   | 2013   | 2014   |
| -------------------- | ------ | ------ | ------ | ------ | ------ |
| 5 гривен 1999        | 150    | 155    | 170    | 170    | 143    |
| 10 гривен 1999       | 2000   | 2000   | 2000   | 2000   | 1505   |
| 50 гривен 1999       | 23 000 | 23 000 | 18 000 | 16 000 | 12 100 |
| 5 гривен 2000        | 60     | 70     | 80     | 80     | 92     |
| 10 гривен 2000       | 530    | 600    | 600    | 600    | 600    |
| 50 гривен 2000       | 9000   | 9000   | 10 000 | 9000   | 8795   |